# Samuil Yakovlevich Marshak
Samuil Yakovlevich Marshak (tiếng Nga: Самуил Яковлевич Маршак, 3 tháng 11 năm 1887 – 4 tháng 6 năm 1964) là nhà văn, nhà thơ, dịch giả nổi tiếng của Nga.

## Tiểu sử
Samuil Marshak sinh ở Voronezh trong một gia đình người Do Thái. Samuil Marshak yêu thơ cổ điển và biết làm thơ từ bé. Năm 1902 cùng gia đình chuyển về Sankt-Peterburg, được làm quen với nhà phê bình nổi tiếng Vladimir Stasov, rồi qua Stasov làm quen với Maxim Gorky. Từ năm 1904 đến năm 1906 Samuil Marshak sống ở Yalta, Krym cùng gia đình Maxim Gorky. Năm 1907 trở về Sankt-Peterburg, Samuil Marshak tham gia tạp chí Satirikon. Năm 1912 được sang Anh học triết học ở Đại học London, thời gian nghỉ hè ông thường đi bộ khắp nơi, được nghe những bài hát dân gian, bắt đầu dịch các bài ballad dân gian và chính ông là người đã làm cho những bài ballad dân gian này nổi tiếng bằng tiếng Nga. Năm 1914 về nước, ông bắt đầu in các bản dịch thơ William Blake, Robert Burn và các bài ballad Scotland ở các tạp chí Северные записки, Русская мысль… Năm 1917 ông tổ chức "Phố trẻ thơ" – một tổ hợp bao gồm trường học, thư viện, cửa hàng và nhà hát dành cho thiếu nhi ở Ekaterinodar (nay là Krasnodar). Thời kỳ này ông viết nhiều vở kịch cho nhà hát và thơ cho thiếu nhi. Năm 1922 trở về Sankt-Peterburg tổ chức trường học cho thiếu nhi trước tuổi đến trường. Các tác phẩm viết cho thiếu nhi của ông luôn giành được sự ưu ái của bạn đọc nhỏ tuổi, nhiều bài thơ, truyện thiếu nhi của ông trở thành những tác phẩm cố điển. Maxim Gorky gọi Samuil Marshak là "ông tổ của văn học thiếu nhi Nga".
Thời kỳ Thế chiến II ông viết thơ trào phúng, những năm 1960 viết tự truyện. Với cuộc đời sáng tác trong gần 50 năm, ông để lại một di sản văn học đồ sộ gồm thơ, truyện, kịch, tự truyện. Ngoài ra, Samuil Marshak là dịch giả nổi tiếng với những bản dịch tác phẩm của William Shakespeare, Robert Burn, William Blake, Rudyard Kipling… ra tiếng Nga. Ông còn dịch cả thơ của chủ tịch Trung Quốc Mao Trạch Đông. Sách của ông được dịch ra nhiều thứ tiếng trên thế giới. Samuil Marshak bốn lần được tặng Giải thưởng Stalin (1942, 1946, 1949, 1951), hai huân chương Lenin và nhiều huân, huy chương các loại. Ông mất ngày 4 tháng 6 năm 1954 ở Moskva.

## Tác phẩm
- Собрание сочинений, т. 1-8, М., 1968-72.

## Một vài bài thơ
| Lời anh yêu em Trọng lượng thừa sẽ cản trở con thuyền Những lời thừa có hại cho nhân vật Lời "anh yêu em" sẽ vang lên chân thật Và mạnh mẽ hơn "anh rất yêu em". Gánh tình nặng Gánh tình nặng, dù hai người vẫn nặng Thế mà tình ta anh gánh chỉ một thôi. Phần cả hai đứa anh giữ gìn cẩn thận Nhưng để làm gì? Cho ai? – không nói ra lời. Trên quá khứ, như trên từng dãy núi Nghệ thuật của anh theo đó lên cao Còn nếu thiếu những dãy lịch sử bạc đầu Thì nghệ thuật của anh chỉ là tổ mối. Có không ít cuốn sách tôi đã in Nhưng chúng như những con chim bay mất Và tôi chỉ là tác giả một trang Trang chưa ký tên, là trang sau chót. Hãy để cho dòng đầu là bầu trời Dòng thứ hai – những đám mây đầy nước Qua dòng thứ ba là mưa đang rơi Và bàn tay đứa bé bắt giọt nước. Những giờ Những giờ trôi, không nghe ra tiếng động Nhưng những giờ mang đến những tháng năm. Và mùa hè đi ra từ mùa xuân Rồi mùa hè đi vào mùa thu muộn. Những lời chúc bạn bè Tôi chúc các anh tươi tốt, nở hoa Chúc dành dụm và chúc sức khoẻ tốt Sức khoẻ để dành cho bước đường xa Và sức khoẻ là điều quan trọng nhất. Chúc mỗi ngày, mỗi giờ của các anh Mang đến cho các anh điều mới mẻ Chúc đế cho nhân hậu trong lý trí Còn trong con tim thì sẽ thông minh. Tôi chúc các anh tự đáy lòng mình Tôi chúc bạn bè mọi điều tốt đẹp Mà những gì tốt đẹp, bạn biết không Thường là ta phải trả bằng giá đắt! | Ngọn gió đời không làm em lo lắng Như gương nước hồ lạnh lẽo mùa đông. Và ngay cả con tim rất nhạy cảm Không thể nghe tiếng sóng rất nhẹ nhàng. Em đã từng nhanh nhẹn và ngân vang Và những bước chân của em nhẹ lắm! Anh cứ ngỡ rằng những tia lửa sáng Từ đôi bàn tay biết nói của em. Em đã sống, đã hít thở bằng tình Em đã đến, như mặt trời hào phóng Rồi để lại những lời cuối của mình Bao nhiêu ấm nồng, bao nhiêu ánh sáng! Đã bao lần chạy đua với thời gian Thời gian vẫn mang anh về phía trước Anh quất roi, anh xua đuổi thời gian Để nghe ra bước chân thời gian bước. Còn bây giờ anh bước đi thủng thẳng Nhưng mà trong bàn chân bước anh nghe Nhưng cây sồi đang cùng nhau trò chuyện Và mạch nước nguồn đang đổ xuống khe. Đời trôi không chậm hơn, nhưng lặng hơn Bởi thế mà trong rừng chiều lặng lẽ Anh nghe lời tiễn biệt của lá cành Không có em – anh nhận cho hai đứa. Những bông hoa trên mồ rung lặng lẽ Vì luồng hơi rất nhẹ giữa không trung Trong cái đung đưa của bông hoa huệ Anh nhìn ra bàn chân bước của em. Không khuây được, anh buồn ngay lập tức Em xưa từng xa lạ cảnh lăng xăng Bước em đi thong thả và nhẹ nhàng Như những bông hoa này – rất nghiêm khắc. Tất cả chết trên đất liền, trên biển Nhưng con người, số kiếp nghiệt ngã hơn Con người cần phải biết về bản án Đã ký vào người ấy tự lúc sinh. Nhưng hiểu rằng đời thấm thoát trôi nhanh Con người sống – trái ngược cùng tất cả - Con người sống và tính đến vĩnh hằng Và thế giới này thuộc về người đó. Bản dịch của Nguyễn Viết Thắng |